# James Checchio
James Francis Checchio (ur. 21 kwietnia 1966 w Camden, New Jersey) – amerykański duchowny katolicki, biskup Metuchen od 2016.

## Życiorys
Święcenia kapłańskie otrzymał 20 czerwca 1992. Został inkardynowany do diecezji Camden. Był m.in. sekretarzem biskupim, wicekanclerzem i kanclerzem kurii, obrońcą węzła małżeńskiego w sądzie biskupim oraz wikariuszem biskupim ds. administracyjnych. W 2003 został wicerektorem ds. administracyjnych Papieskiego Kolegium Północnoamerykańskiego w Rzymie, a kilka lat później objął w nim kierownictwo.
8 marca 2016 papież Franciszek mianował do biskupem ordynariuszem diecezji Metuchen. Sakry biskupiej udzielił mu 3 maja 2016 metropolita Newark – arcybiskup John Myers.